# Hoover (Alabama)
Hoover è una città nelle contee di Jefferson e Shelby, nell'Alabama centro-settentrionale. Considerato un sobborgo di Birmingham, aveva una popolazione di 62 742 abitanti nel censimento del 2000 e secondo le stime del 2006 i cittadini sarebbero 68 707. I comuni confinanti con Hoover si trovano lungo i pendii dei Monti Appalachi.
Ad Hoover si trova il Riverchase Galleria, uno dei più grandi centri commerciali dell'Alabama e l'attrazione più visitata dai turisti. È uno dei più grandi centri degli Stati Uniti e, con una superficie di circa 220 000 metri quadrati, include negozi, hotel e uffici.
I Birmingham Barons, squadra di baseball locale, giocano i loro match allo stadio di Regions Park, che possiede 10 800 posti.